# Asclepias albens
Asclepias albens är en oleanderväxtart som först beskrevs av Ernst Meyer, och fick sitt nu gällande namn av Rudolf Schlechter. Asclepias albens ingår i släktet sidenörter, och familjen oleanderväxter. Inga underarter finns listade i Catalogue of Life.